# Alexander Hack
Alexander Hack (Memmingen, 8 de setembro de 1993) é um futebolista profissional alemão que atua como defensor. Atualmente está sem clube.

## Carreira
Alexander Hack começou a carreira no FC Memmingen.